# Ptarmica alpina
Ptarmica alpina là một loài thực vật có hoa trong họ Cúc. Loài này được (L.) DC. miêu tả khoa học đầu tiên năm 1838.